# Литературные машины
Literary machines (с англ. — «Литерату́рные маши́ны» или «Слове́сные маши́ны») — книга Теда Нельсона, впервые опубликованная в 1980 году, а к 1993 году пережившая девять переизданий. В ней представлен подробный разбор термина «гипертекст», введенного Нельсоном, а также его «Проекта Xanadu». Книга также включает в себя другие теории Нельсона, в том числе «тумблеры» (англ. tumblers) для адресации битов файлов в прошлом и настоящем, «трансклюзию» (англ. transclusion) как метод включения оригинальной работы в работу другого автора и «микроплатежи» (англ. micropayments) для оплаты использования этих работ. Формат книги нелинейный, то есть её главы составлены так, что текст можно читать не в строгом порядке от начала до конца, а в любом.